# Grumman F6F Hellcat
Grumman F6F Hellcat (z ang. jędza) – amerykański samolot pokładowy, jednosilnikowy, jednomiejscowy dolnopłat. Podstawowy samolot myśliwski United States Navy na Pacyfiku od połowy 1943 roku. Jeden z najlepszych samolotów myśliwskich II wojny światowej.
Opracowany i w latach 1942–1945 wyprodukowany przez Grummana w Bethpage na Long Island w stanie Nowy Jork, w liczbie 12 275 sztuk. Oficjalne dane US Navy oraz piechoty morskiej przyznają mu zestrzelenie 5156 samolotów przeciwnika, co stanowi 75% wszystkich zwycięstw US Navy w walce powietrznej podczas wojny na Pacyfiku. Sprzedane i używane także w Wielkiej Brytanii oraz po wojnie Francji.

## Historia

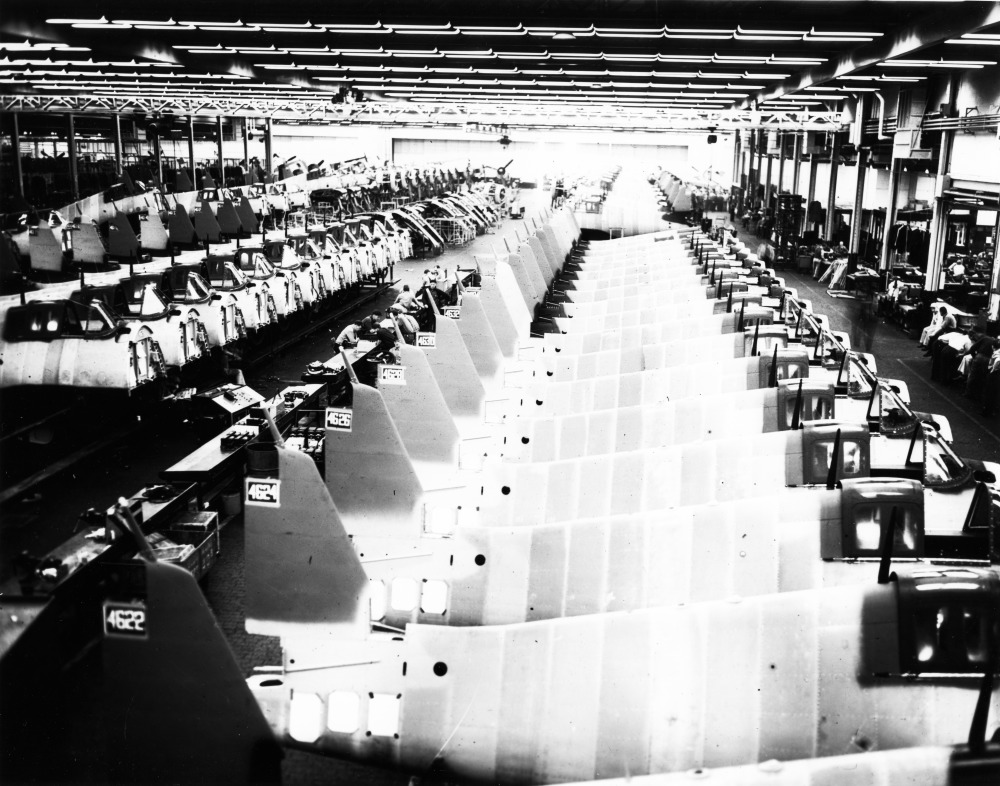
Produkcja F6F Hellcat w zakładach Grummana w Bethpage w 1944 roku

Prototyp myśliwca XF6F-3 opracowany został w zakładach Grummana w Bethpage na Long Island, przez zespół konstruktorów którymi kierował Leroy Grumman. Prace trwały od początku 1938 do 1941 roku. Pomyślany jako rozwojowa wersja myśliwca F4F Wildcat miał być odpowiedzią na uwagi otrzymywane od pilotów latających na tych samolotach, jednak zakres zmian był tak znaczny, że doprowadził do powstania nowej konstrukcji.
Zmiany mające na celu poprawienie zasięgu, szybkości, uzbrojenia i opancerzenia obejmowały zainstalowanie silnika o większej mocy, zastosowanie większego śmigła, zastosowanie nowej konstrukcji podwozia, powiększenie zapasu paliwa i amunicji. Spowodowany tym znaczny wzrost masy skłonił konstruktorów do zastosowania płata o większej powierzchni dla uzyskania niskiej wartości jednostkowego obciążenia powierzchni nośnej. Kontrakt na budowę prototypu podpisano 30 czerwca 1941 roku. W rok później, 26 czerwca 1942 dokonano pierwszego lotu na prototypie z silnikiem Wright R-2600-16 Cyclone, który trwał 25 minut i wypadł pomyślnie. 30 lipca 1942 roku wykonano lot na drugim prototypie z zamontowanym 18 cylindrowym silnikiem Pratt & Whitney R-2800 Double Wasp.
Seryjną produkcję samolotu jako F6F-3 „Hellcat” rozpoczęto w końcu 1942 w zakładach Grummana w Bethpage na Long Island, będącym w tym czasie centrum amerykańskiego przemysłu lotniczego, gdzie przy produkcji tego i innych samolotów Grummana pracowało 24 000 pracowników. Dostawy pierwszych samolotów tego typu dla VF-9 lotniskowca USS „Essex” (CV-9) rozpoczęto w styczniu 1943 roku,,.

## Konstrukcja
Jednosilnikowy, jednomiejscowy dolnopłat z chowanym podwoziem operujący z lotniskowców przeznaczony do zadań myśliwskich i szturmowych.
Kadłub – konstrukcja półskorupowa, metalowa o przekroju owalnym. Pokrycie z blachy duralowej nitowane na gładko. Przedział silnika oddzielony od reszty kadłuba ścianą ogniową. Kabina pilota opancerzona. Pod kabiną zbiornik paliwa.
Skrzydła – całkowicie metalowe o obrysie trapezowym, 3-dźwigarowe, złożone z trzech części: centropłata mieszczącego składane do tyłu podwozie i zbiorniki paliwa oraz dwóch, składanych hydraulicznie do hangarowania, skrzydeł zewnętrznych z zamontowanymi karabinami i zasobnikami amunicji. Powierzchnia płata 31,96 m². Lotki metalowe, kryte płótnem. Wychylane hydraulicznie, czteroczęściowe klapy krokodylowe z automatycznym wciąganiem.
Usterzenie – pojedyncze konstrukcji metalowej, stery kryte płótnem. Statecznik pionowy zintegrowany z kadłubem. Usterzenie poziome o profilu symetrycznym.
Napęd – chłodzony powietrzem 18-cylindrowy, dwurzędowy gwiazdowy silnik Pratt & Whitney Double Wasp R-2800-10W z wtryskiem wody i sprężarką o mocy 1491 kW (2028 KM) przystosowany do wtrysku wody uzyskiwał 1641 kW (2231 KM) z ograniczeniem do 5 minut. Pojemność skokowa 45,9 l. Oś silnika odchylona w dół o 3°. Silnik napędzał trójłopatowe metalowe śmigło Hamilton Standard o średnicy 3,99 m. Trzy wewnętrzne zbiorniki mieściły 946 l paliwa. Pod kadłubem instalowano odrzucany zbiornik o pojemności 568 l.
Podwozie – o układzie klasycznym, główne chowane hydraulicznie do tyłu w skrzydle, kółko ogonowe wciągane. Hak do lądowania na lotniskowcu.
Uzbrojenie – sześć karabinów maszynowych Colt-Browning M2 kal. 12,7 mm z zapasem amunicji 200 lub 400 szt. każdy zamontowanych po trzy w każdym skrzydle. Alternatywne uzbrojenie strzeleckie: 2 działka Colt Browning M2 kal. 20 mm z zapasem amunicji 250 szt. każde i 4 karabiny maszynowe Colt-Browning M2 kal. 12,7 mm z zapasem 200 (maksymalnie 400) szt. amunicji każdy. Pod centropłatem trzy zaczepy do bomb umożliwiające przenoszenie 2 bomb 500 funtowych lub jednej 1000 funtowej. Pod każdym skrzydłem trzy zaczepy do niekierowanych pocisków rakietowych HVAR kal. 127 mm.
Pozostałe wyposażenie: instalacja radiowa, instalacja tlenowa, instalacja olejowa ze zbiornikiem o pojemności 80 l, instalacja elektryczna prądu stałego 28 V, akumulator.
Wyposażenie w opancerzenie kabiny z odsuwaną owiewką z kuloodpornym wiatrochronem i samouszczelniające się zbiorniki paliwa, uczyniło tę konstrukcję bardzo odporną na uszkodzenia bojowe, zaś ogromna siła ognia tych samolotów oraz duża manewrowość i prędkość wznoszenia, uczyniły ją najskuteczniejszym myśliwcem wojny na Pacyfiku i jednym z najlepszych samolotów myśliwskich całej II wojny światowej.

### Wersje seryjne
F6F-3. Pierwszy model produkcyjny samolotu o konstrukcji całkowicie metalowej. Posiadał silnik Pratt & Whitney R-2800-10 o mocy 1491 kW (2028 KM), w końcówce serii Pratt & Whitney R-2800-10W z wtryskiem o mocy maksymalnej 1641 kW (2231 KM), śmigło 3-łopatowe Hamilton Standard. Uzbrojenie składało się z sześciu karabinów maszynowych Colt-Browning kal. 12,7 mm zamontowanych w skrzydłach z zapasem amunicji 400 szt. każdy. Zbudowano 4402 sztuki tej wersji wliczając w to modyfikacje F6F-3N, F6F-3E i F6F-3P.

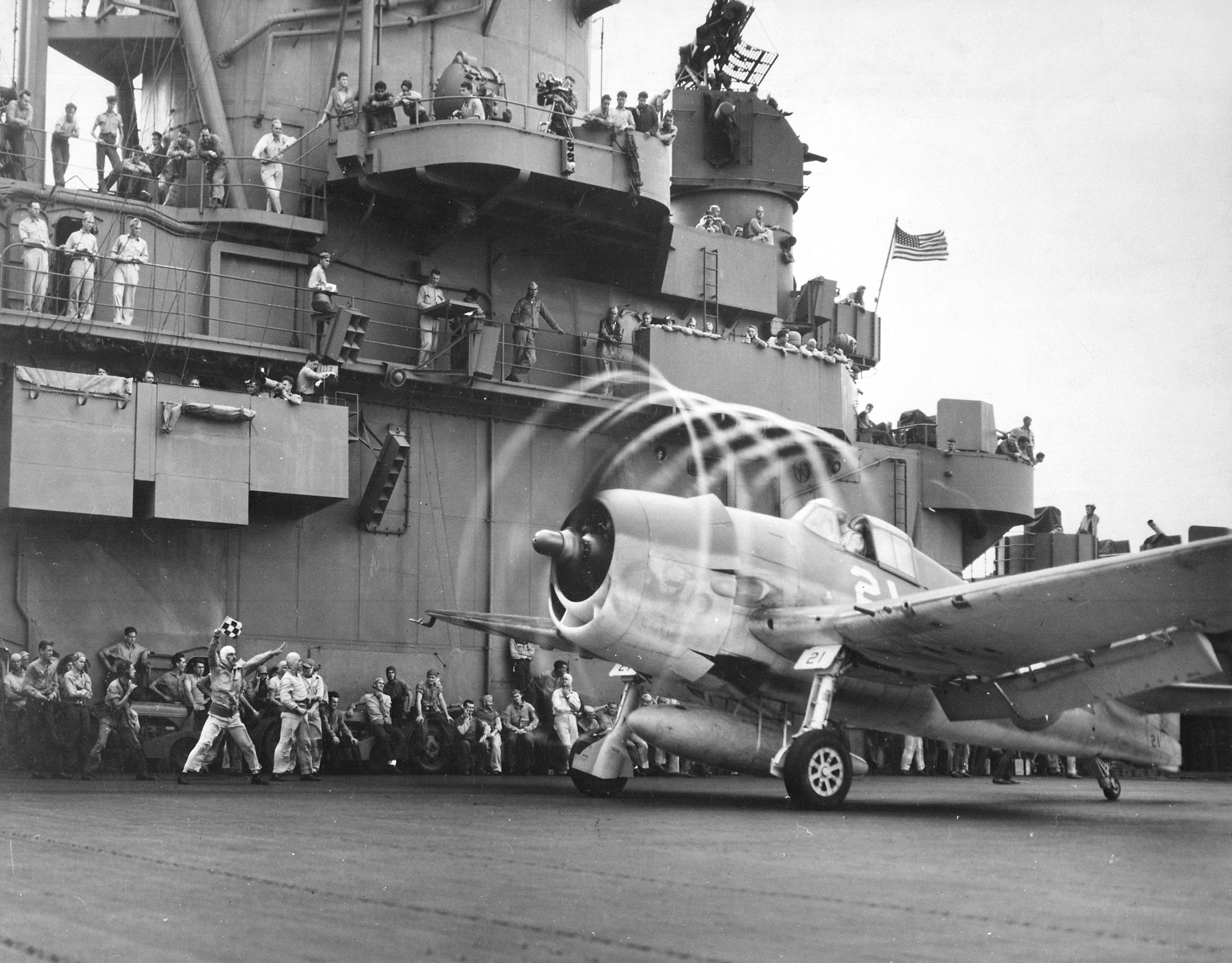
Hellcat na pokładzie lotniskowca USS „Yorktown”, listopad 1943 roku

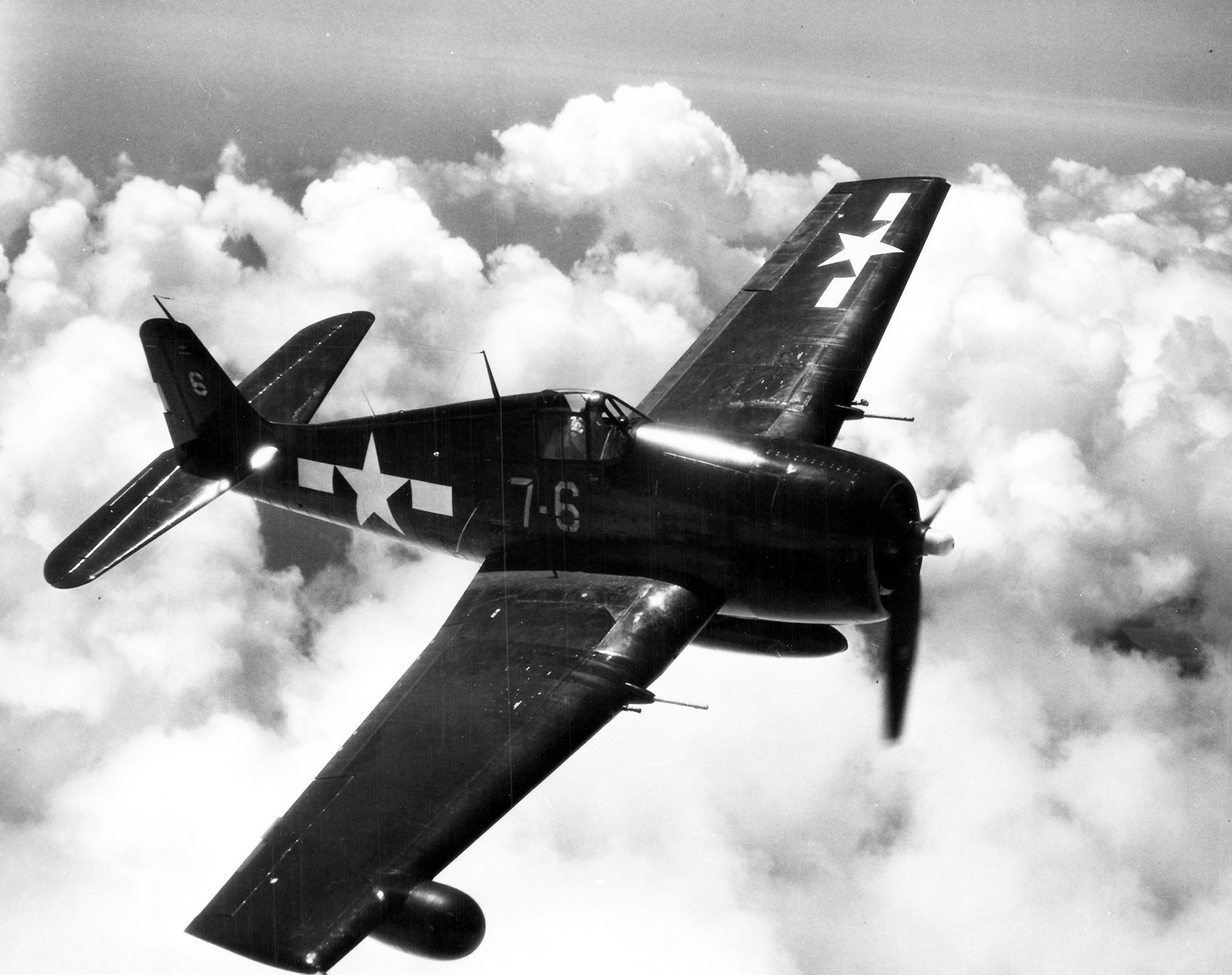
Myśliwiec nocny F6F-3N z radarem AN/APS-6

F6F-3N. Modyfikacja wersji F6F-3 do walki nocnej, którą wyposażono w radar z anteną zamontowaną w gondoli na prawym płacie. Wyprodukowano 205 sztuk tych samolotów.
F6F-3E. Modyfikacja wersji F6F-3 do dozoru radiolokacyjnego, którą wyposażono w radar APS-4.
F6F-3P. Modyfikacja wersji F6F-3 do rozpoznania fotograficznego z zamontowaną kamerą. Samolot posiadał standardowe uzbrojenie.
F6F-5. Ostatnia wersja seryjna, produkowana od kwietnia 1944 roku, posiadająca wiele modyfikacji w stosunku do F6F3. Obejmowały one: silnik Pratt & Whitney R-2800-10W, poprawiona owiewkę kabiny, dodatkową płytę pancerną, wzmocnienie tylnej części kadłuba, zainstalowanie zaczepów dla bomb (mógł przenosić bombę o ciężarze do 908 kg, lub torpedę lotniczą MK 13 Mod. 3, albo w ich miejsce podczepiany dodatkowy odrzucany zbiornik paliwa o objętości 846 dcm³, który zwiększał jego zasięg do 2885 km) i pocisków rakietowych, wygładzeniu powierzchni samolotu oraz dostosowaniu do alternatywnego uzbrojenia w 2 działka Colt Browning kal. 20 mm z zapasem amunicji 250 szt. każde i 4 karabiny maszynowe Colt-Browning kal. 12,7 mm z zapasem 400 szt. amunicji każdy lub 6 karabinów maszynowych Colt-Browning kal. 12,7 mm z zapasem amunicji 400 szt. każdy montowanego w skrzydłach. Zbudowano 7868 szt. tej wersji włączając w to modyfikacje F6F-5N, F6F-5E i F6F-5P.
F6F-5N. Modyfikacja wersji F6F-5 do walki nocnej, którą wyposażono w radar z anteną zamontowaną w gondoli na prawym płacie. Wyprodukowano 1529 sztuk samolotów F6F-5N i F6F-5E.
F6F-5E. Modyfikacja wersji F6F-5 do walki nocnej, wyposażona w radar z anteną zamontowaną w aerodynamicznej osłonie pod prawym płatem
F6F-5P. Modyfikacja wersji F6F-3 do rozpoznania fotograficznego z zamontowaną kamerą.
F6F-3K i F6F-5K Modyfikacje specjalne polegające na zamontowaniu urządzeń zdalnego sterowania w celu użycia samolotów jako latające cele lub sterowane latające bomby.

## Zastosowanie samolotu
Pierwsze użycie bojowe miało miejsce 31 sierpnia 1943 roku nad Wyspami Marcus. Dokonano wtedy zniszczenia samolotów na ziemi. Podczas inwazji na wyspy Howland i Baker 1 września 1943 roku piloci eskadry VF-6 uzyskali pierwsze zestrzelenie. Była to japońska łódź latająca Kawanishi H8K z 802. Kokutai. W dniach 5 i 6 października 1943 roku w czasie uderzenia na wyspę Wake doszło do pierwszego spotkania z japońskimi samolotami Zero, które wykazało, że Hellcat pod wieloma względami góruje nad przeciwnikiem. Wtedy też – 5 października – Hellcat pilotowany przez Ensigna Roberta Duncana z lotniskowca USS „Yorktown” (CV-10), zestrzelił pierwszy japoński myśliwiec Mitsubishi A6M „Zero” w trakcie walki powietrznej. W trakcie tej samej walki kołowej z grupą japońskich myśliwców, wykorzystując dużą moc silnika Hellcata i wysoką prędkość wznoszenia tego samolotu – jedną z podstawowych różnic między Hellcatem a starszym F4F Wildcat – zestrzelił drugi myśliwiec Zero, pilotowany przez japońskiego asa myśliwskiego Toshiyuki'ego Suedę. Samolot Suedy został w ten sposób drugim japońskim myśliwcem zestrzelonym w powietrzu przez Hellcata.

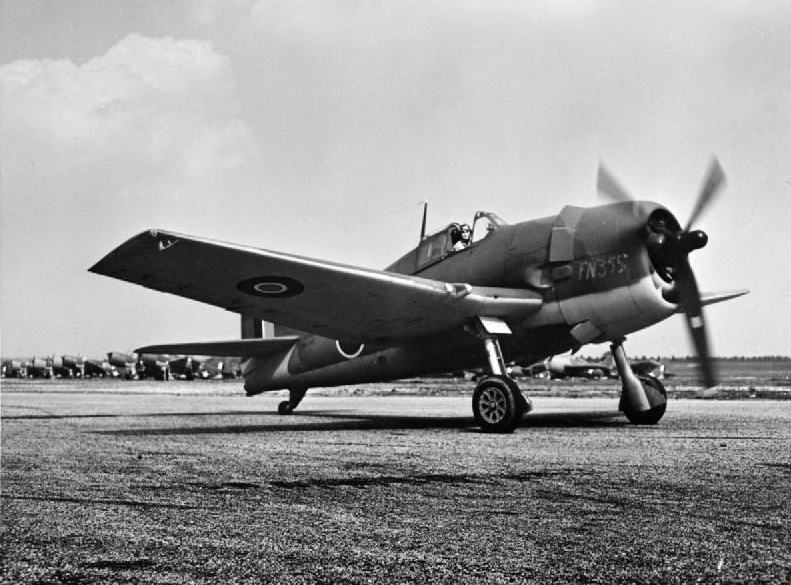
Hellcat F.I należący do Fleet Air Arm

Do końca 1943 roku Hellcaty dostarczono do wszystkich jednostek myśliwskich bazujących na lotniskowcach na Pacyfiku. Łączna liczba zwycięstw wyniosła około 230 zestrzelonych samolotów przy stratach własnych 29 Hellcatów. W 1944 roku nasilał się wysiłek zbrojny US Navy na Pacyfiku. Kolejne operacje na Marianach i Filipinach przyniosły wiele walk, w których używano samolotów na masową skalę. Do oddziałów zaczęły trafiać wersje F6F-5. W 1945 roku dokonano inwazji na Okinawę oraz ataków na Wyspy Japońskie przy intensywnym wsparciu lotnictwa pokładowego. Ogółem w czasie walk w latach 1943 – 1945 na Dalekim Wschodzie piloci amerykańskich Hellcatów zestrzelili 5156 samolotów japońskich, brytyjskie oddziały latające na Hellcatach na Pacyfiku uzyskały 47 zestrzeleń, a Hellcaty nad Europą zestrzeliły 13 samolotów niemieckich, co daje łączną sumę 5216 zestrzeleń przy stratach własnych 270 maszyn. Największą pojedynczą bitwą w której wzięły udział Helicaty była bitwa na Morzu Filipińskim, podczas której 480 F6F startujących z 15 amerykańskich lotniskowców zestrzeliło 400 samolotów japońskich.
Samolot był konkurencją dla innego myśliwca pokładowego – Vought F4U Corsair. Miał od niego nieco niższe osiągi, jednak wykazywał inną przewagę w stosunku do Corsaira – prostsze w produkcji, łatwość pilotażu, a zwłaszcza łatwiejszą procedurę lądowania na lotniskowcu. Ta cecha sprawiała, iż był samolotem lubianym przez pilotów. Masowa produkcja Hellcatów sprawiła, iż starsze maszyny myśliwskie Grumman F4F, były kierowane na mniej zagrożone odcinki frontu i do szkół pilotażu.
F6F służyły także w amerykańskich eskadrach pokładowych na Atlantyku. W 1944 roku F6F stanowiły większość z 216 samolotów myśliwskich amerykańskich lotniskowców eskortowych na Atlantyku i wodach europejskich. Swój debiut bojowy w Europie, podkreśliły w czerwcu 1944 roku podczas inwazji południowej Francji. Jednym z ich pilotów, był służący w eskadrze VOF 1 lotniskowca eskortowego USS „Tulagi” (CVE-72) kpt. Edward Olszewski, któremu zaliczono najwyższą liczbę zestrzeleń z pilotów samolotów swojego okrętu, a po zakończonej sukcesem inwazji południowej Francji, wraz ze swoją eskadrą został przerzucony na Pacyfik. Wziął tam udział w walkach o Okinawę i został jednym z zaledwie trzech amerykańskich pilotów, którzy zestrzelili zarówno samoloty niemieckie jak i japońskie. W amerykańskiej marynarce, Hellcaty zestrzeliły blisko 5300 japońskich samolotów ze współczynnikiem 19:1, odpowiadając za 75% japońskich strat w lotnictwie podczas wojny na Pacyfiku.
Hellcaty w liczbie około 1300 różnych wersji otrzymała także Wielka Brytania w ramach Lend-Lease Act. Początkowo nadano im nazwę Gannet Mark I, ale w 1944 wrócono do oryginalnych nazw amerykańskich (F6F-3 został oznaczony jako Hellcat F Mk. I, F6F-5 jako Hellcat F Mk. II). Gannety / Hellcaty wykorzystywane były głównie do wspierania działań inwazyjnych na kontynencie.
Francja zakupiła po wojnie nowe Hellcaty i używała ich w trakcie działań w Indochinach aż do 1954 roku.